# Asaf Avidan

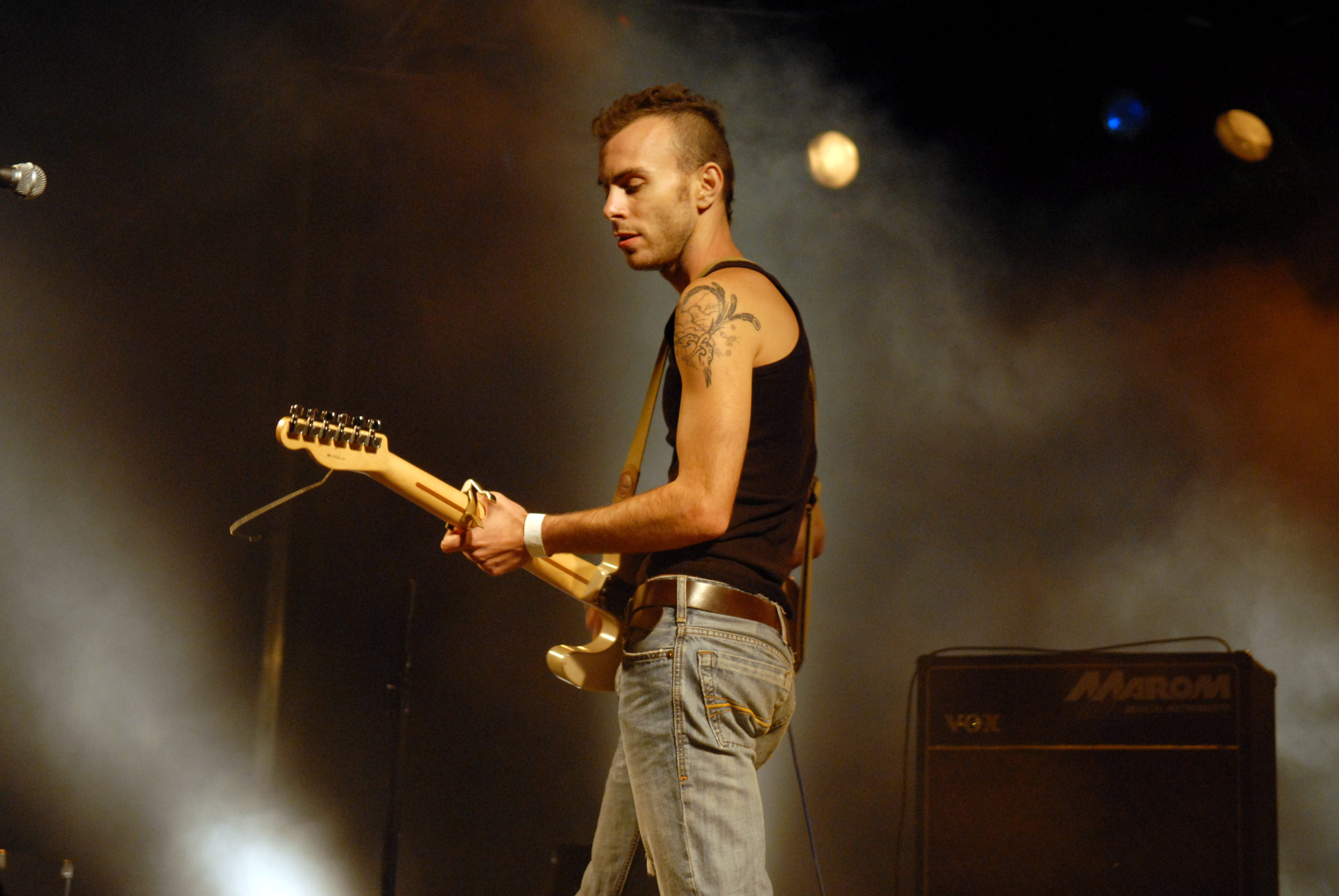
Asaf Avidan

Asaf Avidan, född 23 mars 1980 i Jerusalem, är en israelisk singer-songwriter och musiker, mest känd för att ha varit ledare i gruppen Asaf Avidan & the Mojos.